# 波魯布卡
51°33′48″N 26°36′55″E / 51.56333°N 26.61528°E
波魯布卡（烏克蘭語：Порубка），是烏克蘭西北部的村莊，隸屬里夫內州的薩爾內區。該村始建於1943年，面積0.28平方公里，海拔高度141米，2001年人口289，人口密度每平方公里1,096.2人。